# Le Hof
Pour les articles homonymes, voir Hof.
Le Hof est un château français situé à Thionville dans le département de la Moselle. 

## Situation
L'édifice se trouve à 2 rue Saint-Urbain à Guentrange, un ancien village situé sur les hauteurs de la commune de Thionville.

## Histoire

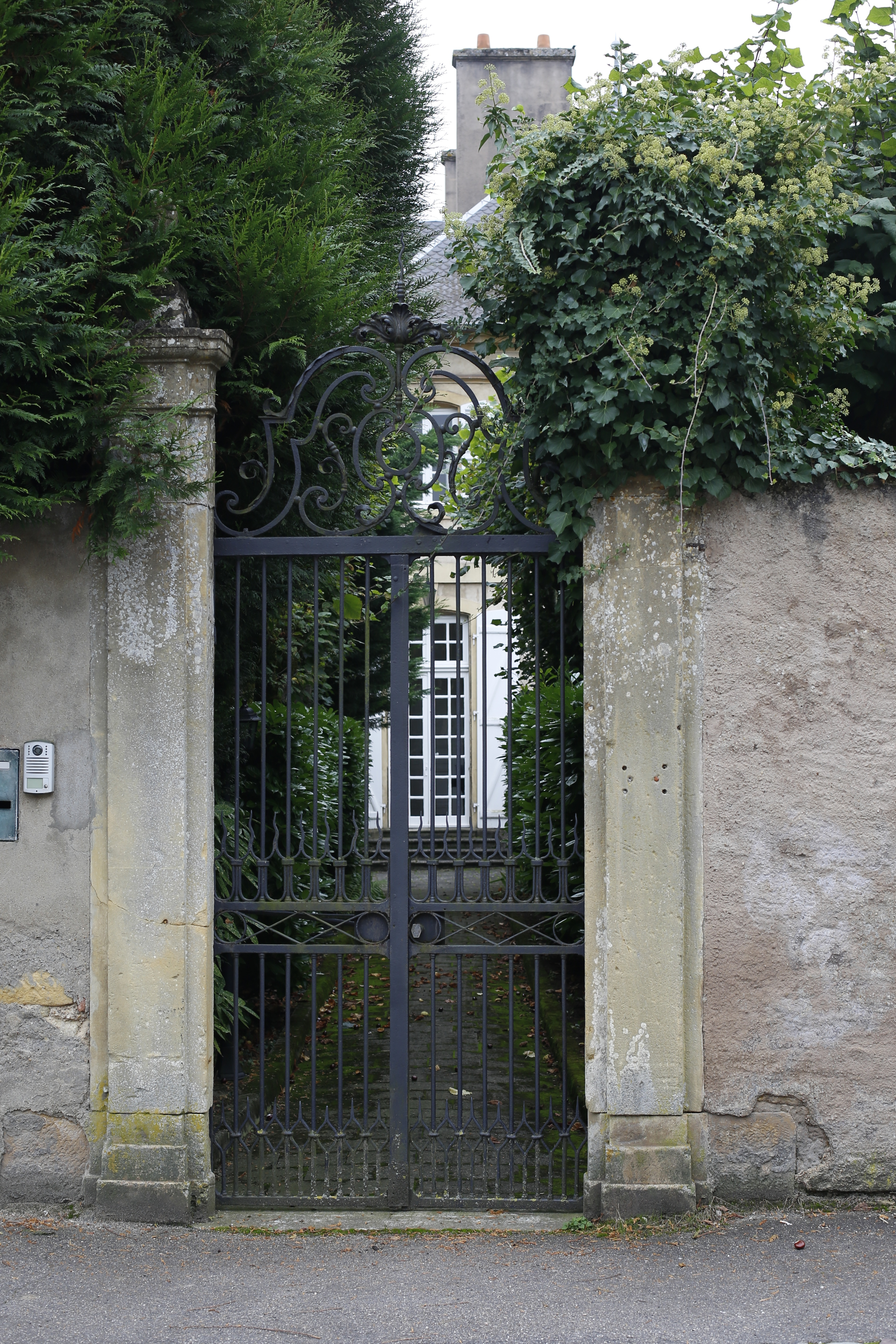
Grille d'entrée du château.

Les façades et les toitures, les deux chambres à l'étage, les portails avec leurs grilles sont inscrits au titre des monuments historiques par arrêté du 14 décembre 1992.

Ce bâtiment a été achevé en 1756 à l'emplacement d'une ancienne maison pour le comte de la Touraille, un ami de Voltaire (la date de 1750 est inscrite sur les ferronneries du corps de dépendance). Une chapelle existait autrefois dans cette demeure. L'habitation a été restaurée au début du siècle par le maire Berkenheier (les petits pavillons latéraux comportaient un étage en 1913). Dans l'actuel hall se dressait l'escalier d’origine (voir le plan réalisé en 1906). La cage d'escalier moderne réutilise des balustrades en fer forgé du XVIIIe siècle. La salle à manger et les quatre chambres du premier étage sont encore revêtues de décoration aux murs ou au plafond.